# Pauluskirche (Kiel)

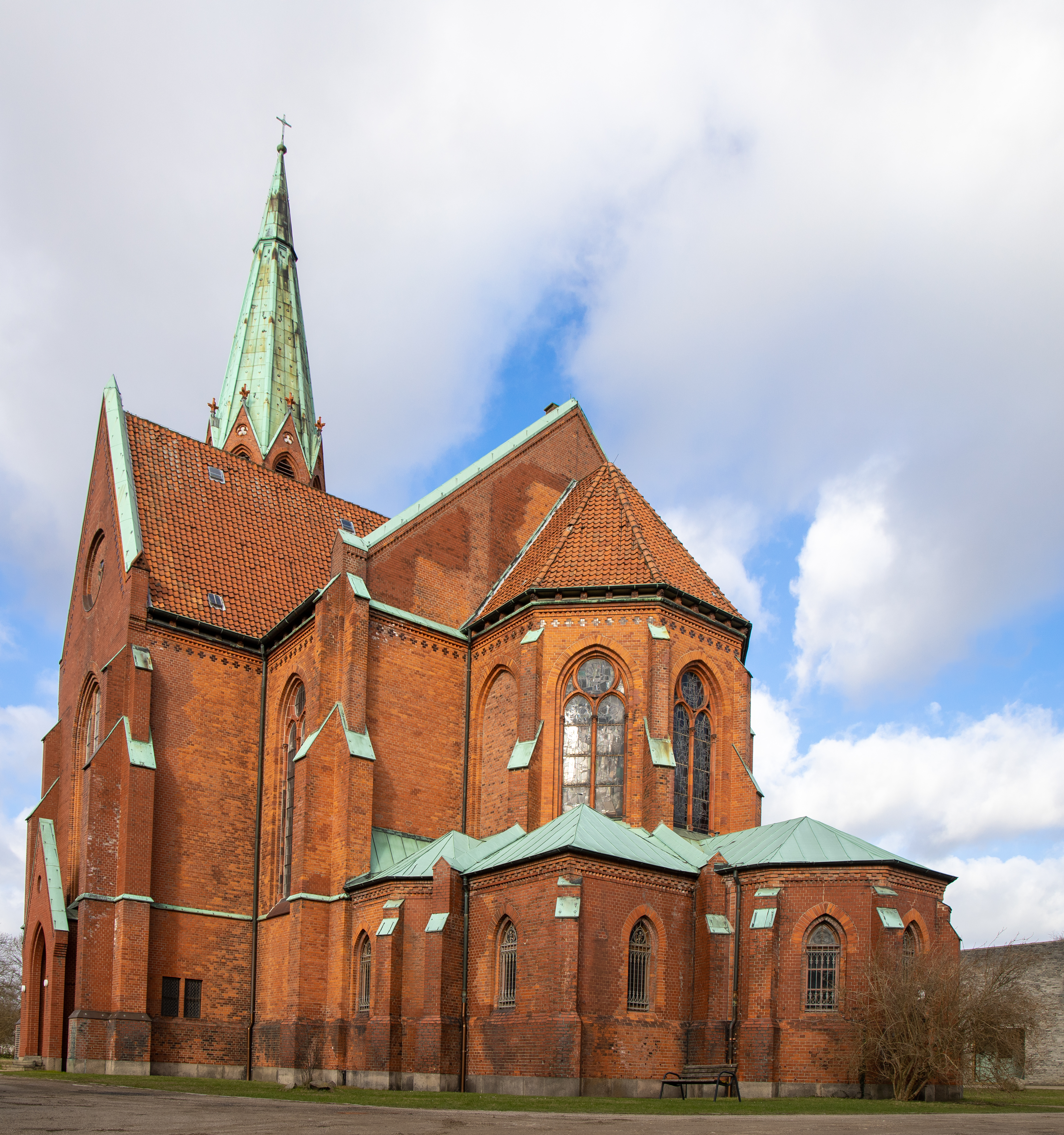
Pauluskirche Kiel von Osten

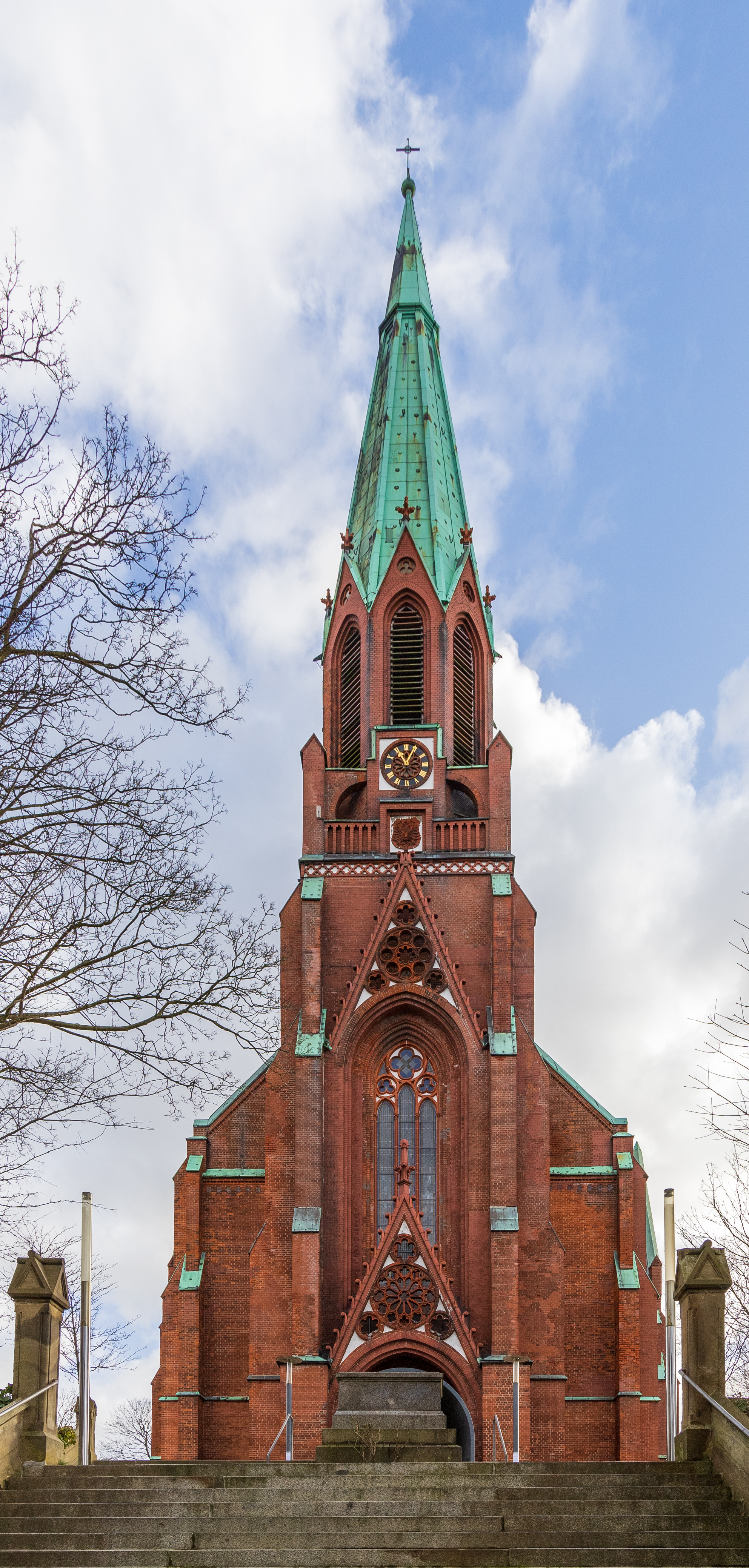
Westansicht

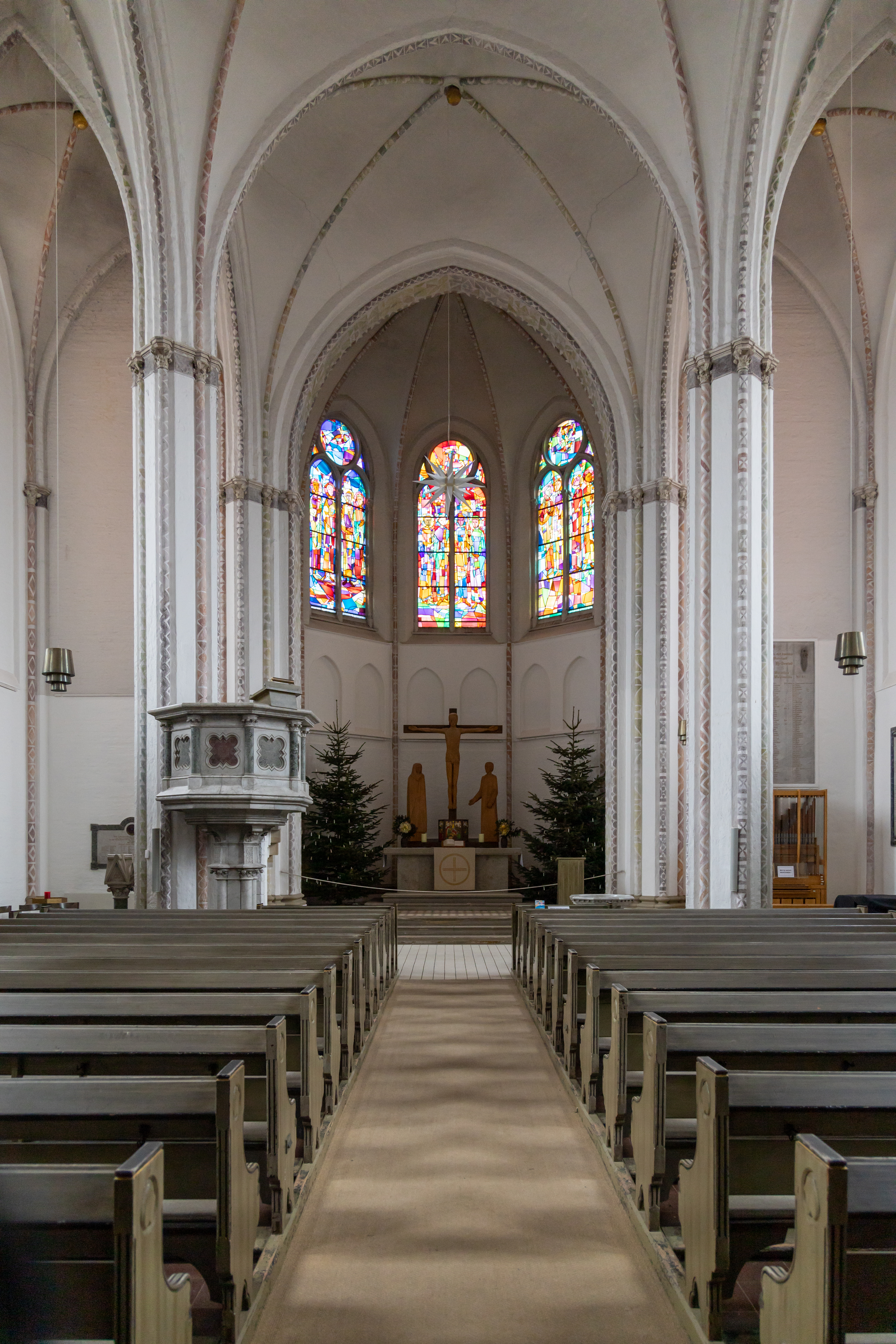
Innenansicht

Die Pauluskirche im Kieler Stadtteil Düsternbrook wurde in den Jahren 1878–1882 im neugotischen Stil als Garnisonkirche für den preußischen Marinestandort Kiel erbaut und von diesem bis 1918 genutzt. Seit 1925 gehört die Pauluskirche als Gemeindekirche zur Kieler evangelisch-lutherischen Kirchengemeinde Heiligengeist.

## Architektur

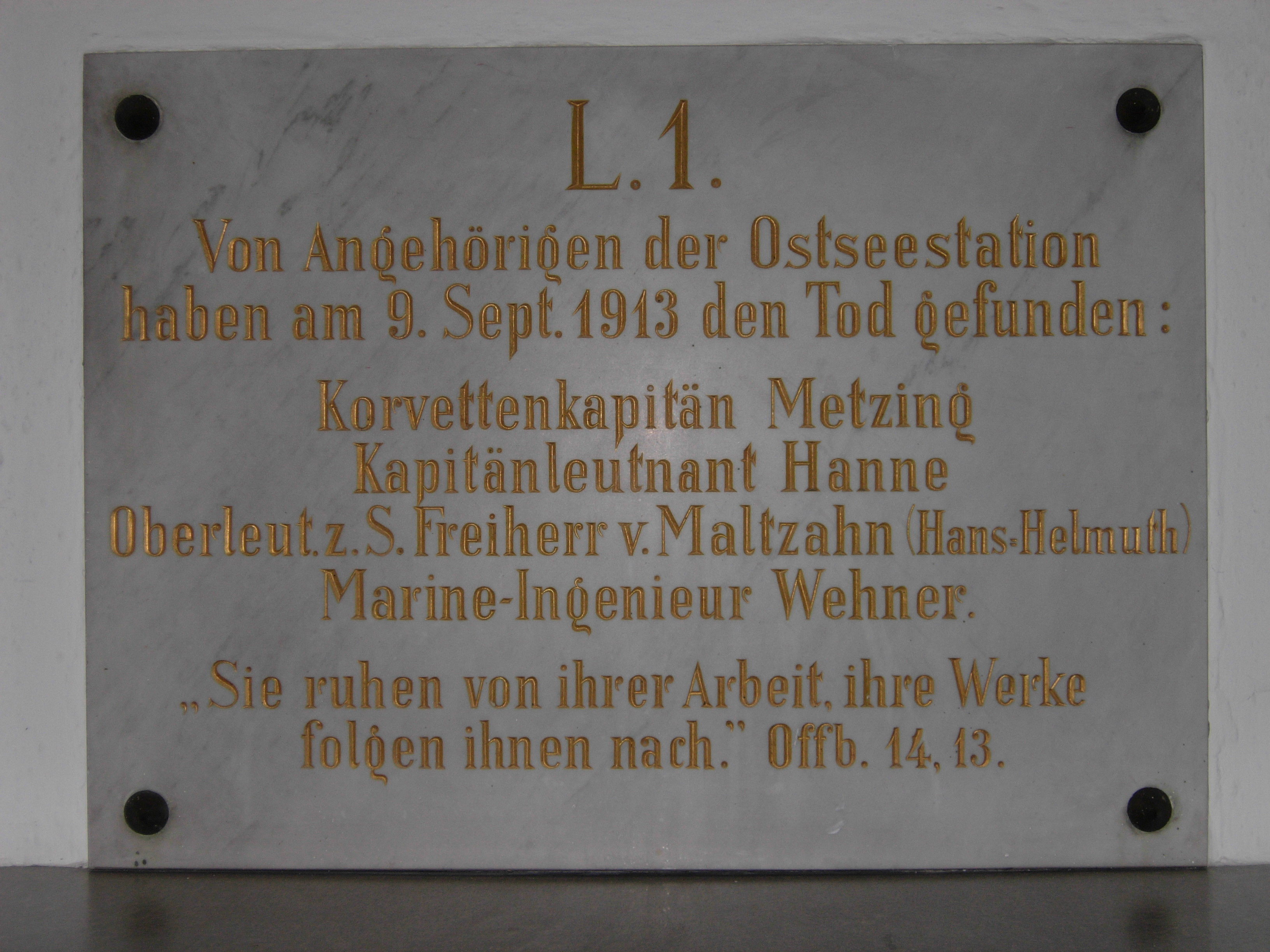

Die Kirche wurde nach Entwürfen des Architekten von Gotzkow unter Mitarbeit des Marine-Oberingenieurs Gießel als neugotische dreischiffige Halle mit Querschiff und polygonalem Chor gebaut. Der neugotische Bauplan entsprach dem Eisenacher Regulativ, das seiner Zeit für preußische Fiskalkirchen evangelischer Konfession maßgeblich war. Der Chor wird von einem Kapellenkranz umgeben, in dem ursprünglich die katholische und evangelische Sakristei untergebracht waren. Der 55 m hohe Turm, der auf seinem 22 m hohen Hügel von der Förde gut zu sehen ist, dient als Landmarke und ist auf Seekarten eingezeichnet. 
Das Kirchengrundstück ist für Fahrzeuge über die relativ steile Zufahrt zu erreichen, die zwischen Hausnr. 7 und 9 von der Kirchenstraße abzweigt. Das Nordportal bietet einen barrierefreien Zugang; für Rollstuhlfahrende sind geeignete Toiletten im benachbarten Gemeindehaus (Paulus-Pavillon) vorhanden. 

## Geschichte
Wenige Jahre nach der 1871 erfolgten Erhebung Kiels zum Reichskriegshafen belief sich die Zahl der Marine- und Heeressoldaten in Kiel bereits auf 3.550 Mann, für die die zunächst als Garnisonskirche gedachte ehemalige Kloster- und Universitätskirche Heiligengeistkirche in der Altstadt viel zu klein war. Der Gottesdienst für die Marineangehörigen musste im Exerzierschuppen der Kaserne Feldstraße abgehalten werden. Marinepfarrer Büttner drängte deshalb auf den Bau einer neuen Kirche. 1876 wurde daher von der Marine ein 6000 m² großes Grundstück am Niemannsweg erworben. Am 2. Oktober 1878 wurde der Grundstein für eine Simultankirche für 450 Personen gelegt, in der also sowohl evangelische als auch katholische Gottesdienste stattfinden konnten. Der Rohbau wurde im Sommer 1880 fertiggestellt, und die Einweihung erfolgte am 8. Oktober 1882 in Anwesenheit des Prinzen Heinrich von Preußen. Weil 1906 und 1908 zwei weitere Garnisonkirchen gebaut wurden, die Petruskirche und die katholische Heinrichkirche, wurde sie von Dezember 1907 an Pauluskirche genannt und nur noch evangelisch genutzt. 
Die Kirche diente als zentraler Gedenkort der Marinestation der Ostsee; für die Marinestation der Nordsee gab es eine entsprechende in Wilhelmshaven, die Christus- und Garnisonkirche. Sie enthält eine große Anzahl Gedenktafeln, die an Schiffsunglücke und militärische Operationen von 1849 bis 1913 erinnern, dabei auch Auseinandersetzungen in den deutschen Kolonien. Im Kirchenschiff rechts neben dem Eingang erinnert eine Gedenktafel aus grauem Marmor an vier tote Besatzungsmitglieder des 1913 verunglückten Marineluftschiffs L 1. An der Stirnseite des südlichen Seitenschiffs sind auf einer Tafel die gefallenen Kieler Infanteristen des Deutsch-Französischen Krieges 1870/1871 aufgezählt. Im nördlichen Seitenschiff erinnert eine Gedenkstätte der Heiligengeist-Gemeinde von 1965 an militärische und zivile Kriegsopfer beider Kriege aus der Gemeinde. Vor der Kirche auf einem Granitsockel am oberen Ende der Freitreppe stand eine überlebensgroße Kruzifix-Gruppe aus Bronze, die Frau und Kind eines Matrosen zu Füßen des Gekreuzigten zeigte. Das Werk Gustav Eberleins hatte Kaiser Wilhelm II. selbst für diesen Standort gestiftet und eingeweiht. Es wurde im Zweiten Weltkrieg eingeschmolzen, nur der Sockel erinnert noch daran. Ein roter Granit-Obelisk auf halber Höhe der Freitreppe erinnert an Herzog Friedrich Wilhelm zu Mecklenburg, der als Kommandant des Torpedoboots S26 1897 ums Leben kam. 
Kaiser Wilhelm II. besuchte die Kirche gelegentlich, besonders zur Kieler Woche, sein in Kiel residierender Bruder Prinz Heinrich häufiger. Für das Kaiserhaus war die südliche Seitenempore reserviert.
Da Deutschland aufgrund des Versailler Friedensvertrags den Marinebestand auf 15.000 Mann reduzieren musste, genügte die Petruskirche im Kieler Stadtteil Wik als evangelische Garnisonkirche. Die Pauluskirche wurde daher ab 1918 nicht mehr genutzt und verfiel.
1925 ging die Kirche in den Besitz des Kirchengemeindeverbands Kiel über und gehört seit der Wiedereröffnung am 29. November 1925 zur Heiligengeistgemeinde in Kiel.
Die durch den Zweiten Weltkrieg entstandenen Schäden wurden 1948 provisorisch beseitigt, und die Wiedereinweihung fand am 16. Januar 1949 statt. Ein 1955 entstandener Kirchbauverein setzte sich für eine grundlegende Renovierung und Umgestaltung ein, die zwischen 1955 und 1960 durchgeführt wurde. Dabei wurden Zierelemente und Strebepfeiler des Äußeren entfernt; der Innenraum bekam einen neuen Altar, neue Emporen, farbige Chorfenster und insgesamt eine helle Farbgestaltung.
Seit 1988 steht das Kirchengebäude unter Denkmalschutz.

## Glocken
Von den drei Bronze-Glocken der Pauluskirche, die von Claus Groth in seinem plattdeutschen Gedicht „Klockenlüden“ geschildert wurden, wurden zwei im Ersten Weltkrieg beschlagnahmt und eingeschmolzen. 1926 wurde das Geläut durch neue Bronzeglocken wieder vervollständigt, die aber alle drei 1942 wieder beschlagnahmt und eingeschmolzen wurden. Damit die Kirche nicht ganz ohne Glocke blieb, erhielt sie nach dem Krieg eine Bronzeglocke vom Hamburger Glockenfriedhof, die vermutlich aus einem Dorf bei Stettin stammt. Sie hat den Schlagton gis', wiegt 590 kg, hat einen Durchmesser von 115 cm und wurde 1659 in Frankfurt/Oder gegossen. 1964 wurden in der Gießerei F.W. Schilling in Heidelberg zwei weitere Bronze-Glocken für die Kirche gegossen. Die größere Glocke mit dem Schlagton dis' wiegt 904 kg und hat einen Durchmesser von 136 cm. Die kleinere Glocke mit dem Schlagton fis' wiegt 420 kg und hat einen Durchmesser von 96 cm. Das nun wieder vollständige Geläut erklingt in den Tönen dis', fis' und gis' in der Melodielinie des altkirchlichen Te Deums.

## Orgeln

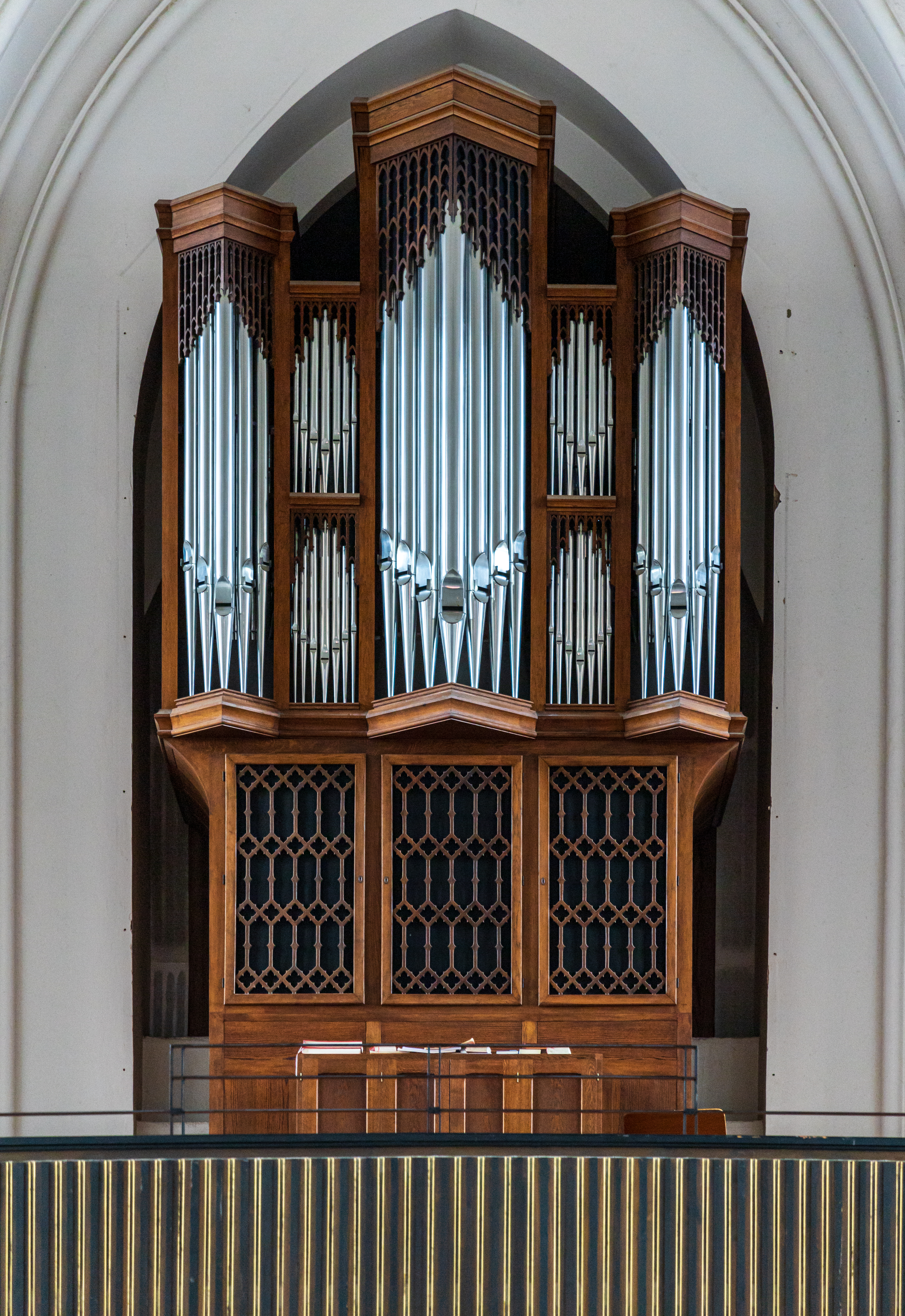
Neuthor-Orgel von 1985–1990

Die Pauluskirche beherbergt zwei Orgeln. Rudolf Neuthor (Kiel) baute 1985 die Hauptorgel, die bis 1990 in zwei Bauabschnitten vollendet wurde. Das Instrument verfügt über 41 Register, die auf drei Manuale und Pedal verteilt sind. Die Spieltraktur ist mechanisch, die Registertraktur elektrisch. 
Die Chororgel wurde im Jahr 2005 von Orgelbau Quathamer (Bordesholm) gebaut. Sie umfasst neun Register auf zwei Manualen. Sie bietet flexible kirchenmusikalische Möglichkeiten, weil das zweite Manualwerk als transportable Truhenorgel mit eigener Windversorgung separat genutzt werden kann. Zudem können beide Manuale separat um einen Halbton höher oder tiefer transponiert werden. Die Disposition lautet wie folgt:
| I Manual C–f3 |       |
| Holzgedackt   | 8′    |
| Rohrflöte     | 4′    |
| Waldflöte     | 2′    |
| Quinte        | 1 ⁄3′ |

| II Manual C–f3 |        |
| Rohrflöte      | 8′     |
| Blockflöte     | 4′     |
| Quinte         | 2 ⁄3′  |
| Terz           | 1 3⁄5′ |
| Krummhorn      | 8′     |
| Tremulant      |        |

| Pedal C–f1 |
| angehängt  |

- Koppeln: II/I, I/P, II/P